# Terceira Força (África do Sul)
A "Terceira Força " foi um termo usado pelos líderes do Congresso Nacional Africano (CNA) durante o final dos anos 1980 e o início dos anos 1990 para se referir a uma força clandestina que se acredita ser responsável por uma onda de violência em Cuazulo-Natal e nos municípios ao redor e ao sul de Witwatersrand (ou "Rand").
 

A Comissão da Verdade e Reconciliação (TRC) concluiu que: 
 embora existam poucas evidências de uma "Terceira Força" dirigida, coerente ou formalmente centralizada, uma rede de agentes de segurança e ex-forças de segurança, atuando frequentemente em conjunto com elementos de direita e/ou setores do Partido da Liberdade Inkatha (IFP), esteve envolvida em ações isso poderia ser interpretado como fomento da violência e que resultou em violações graves dos direitos humanos, incluindo assassinatos aleatórios e alvos. 

## Uso após 1994
Hoje, o grande número de protestos na África do Sul é frequentemente atribuída a uma "terceira força", com presumidas ligações à agências de inteligência estrangeiras, partidos políticos da oposição e intelectuais brancos. Nesse contexto, o termo 'terceira força' funciona na África do Sul, da mesma forma que o termo "agitador externo" funciona nos Estados Unidos, um termo que muitas vezes se afirma ter origens racistas.
No entanto, S'bu Zikode, do movimento Abahlali baseMjondolo, de moradores de favelas, desconstruiu o termo alegando que a terceira força é a raiva dos pobres. O Abahlali baseMjondolo também argumentou que "está claro que a terceira força é apenas outro nome para os pobres organizados".
O CNA também frequentemente se refere a manifestantes e outros críticos como "contra-revolucionários. O presidente do Congresso Sul-Africano de Sindicatos (Cosatu), Sdumo Dlamini, afirmou que as organizações populares ativas na política local estão ligadas à Agência Central de Inteligência (CIA).
O jornal Mail &amp; Guardian informou que: "Segundo os ativistas da base, as acusações de 'criminalidade' e 'terceira força' são familiares: usadas para deslegitimar e descartar dissidências e queixas - e perpetuam a noção de uma sociedade homogeneamente satisfeita com uma liderança liderada pelo governo do CNA."  O jornal também citou a ativista Ayanda Kota, dizendo que essas alegações "tiram a agência de nós. É o mesmo argumento usado pelos mineiros que lutam por um salário digno: eles estão sendo usados por alguma "terceira força"... Pobres ... aparentemente não podem se organizar. O mesmo aconteceu com Steve Biko e o Movimento da Consciência Negra - a CIA estava por trás deles." 
Os pogroms xenófobos de maio de 2008 também foram atribuídos à "terceira força". Em 2015, Malusi Gigaba também atribuiu a violência xenofóbica a uma "terceira força".
Protestos na mineração em terras comunais, ações sindicais independentes,  protestos estudantis e a formação de novos partidos políticos também foram vistos em termos conspiratórios pelo CNA. Gwede Mantashe, secretário geral do CNA, atribuiu as greves nas minas à agência de 'estrangeiros brancos'.
O município eThekwini, controlado pelo CNA em Durban, afirmou repetidamente que "a terceira força" está por trás das ocupações de terra na cidade.
Charles van Onselen argumenta que o CNA usa a ideia da "terceira força" como uma teoria da conspiração para desviar a atenção de suas próprias falhas.